# Айзенах
Айзенах (на немски: Eisenach) е град в германската провинция Тюрингия, близо до планината Тюрингер Валд. Население 43 626 към 31 декември 2006 г.
В града се намира замъкът Вартбург. На него е наречена марката леки автомобили Вартбург от бившата Германска демократична република.

## Известни личности
Родени в Айзенах
- Йохан Себастиан Бах (1685 – 1750), композитор
- Шарлоте фон Щайн (1742 – 1827), аристократка